# Tratados de Roma
Los Tratados de Roma, firmados el 25 de marzo de 1957, son dos de los tratados que dieron origen a la Unión Europea. El primero estableció la Comunidad Económica Europea (CEE) y el segundo estableció la Comunidad Europea de la Energía Atómica (CEEA o Euratom). Ambos tratados junto con el de la Comunidad Europea del Carbón y del Acero (CECA), creada unos años antes, conforman los «tratados constitutivos» de las Comunidades Europeas.
Ambos tratados fueron firmados por Alemania Occidental, Bélgica, Francia, Italia, Luxemburgo, y los Países Bajos. Tras ser ratificados por los parlamentos de cada estado, los tratados entraron en vigor el 1 de enero de 1958. El tratado de la CEE ha sido modificado en numerosas ocasiones. Desde entonces se ha cambiado de nombre desde el Tratado Constitutivo de la Comunidad Económica Europea al Tratado Constitutivo de la Comunidad Europea y finalmente, Tratado de Funcionamiento de la Unión Europea.
Los firmantes del acuerdo fueron Paul-Henri Spaak, Antonio Segni y Konrad Adenauer entre otros.

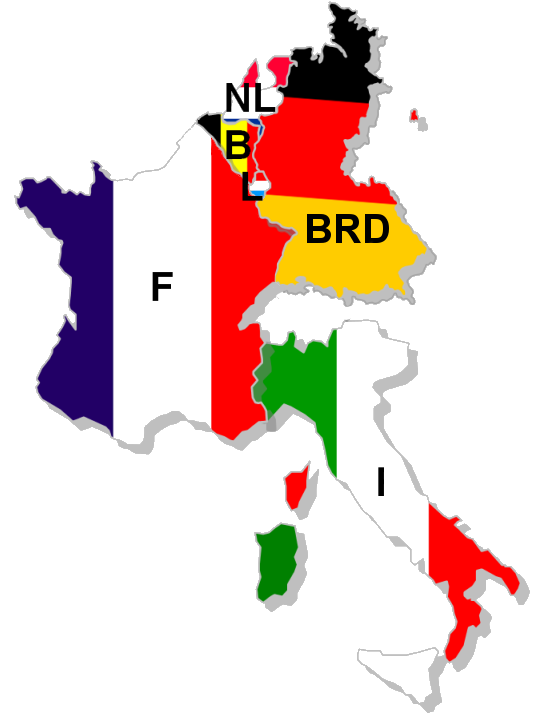
Los seis signatarios.

## Historia

### Antecedentes
Partiendo de la propuesta originalmente anunciada en 1950 por Robert Schuman, ministro francés de Asuntos Exteriores, en 1951 se firmó el Tratado de París, formalizando la creación de la Comunidad Europea del Carbón y del Acero (CECA). El documento fue un tratado basado en el derecho internacional, diseñado para ayudar a reconstruir las economías del continente europeo, evitar la guerra en Europa y garantizar una paz duradera tras la Segunda Guerra Mundial.
El Tratado constitutivo de la CECA entró en vigor el 23 de julio de 1952, y expiró el 23 de julio de 2002, después de cincuenta años, como estaba previsto. El mercado común fue abierto el 10 de febrero de 1953 para el carbón, el mineral de hierro y chatarra y el primero de mayo de 1953 para el acero.
Otras dos comunidades fueron propuestas; una Comunidad Europea de Defensa (CED) y una Comunidad Política Europea (CPE). Si bien el tratado estaba siendo elaborado por la Asamblea Común de la CECA, la CED fue rechazada por el Parlamento francés. Jean Monnet, una de las principales figuras detrás de las comunidades, dimitió de la Alta Autoridad en protesta y empezó a trabajar en otras comunidades, sobre la base de la integración económica en lugar de la integración política.

### Tratados de Roma

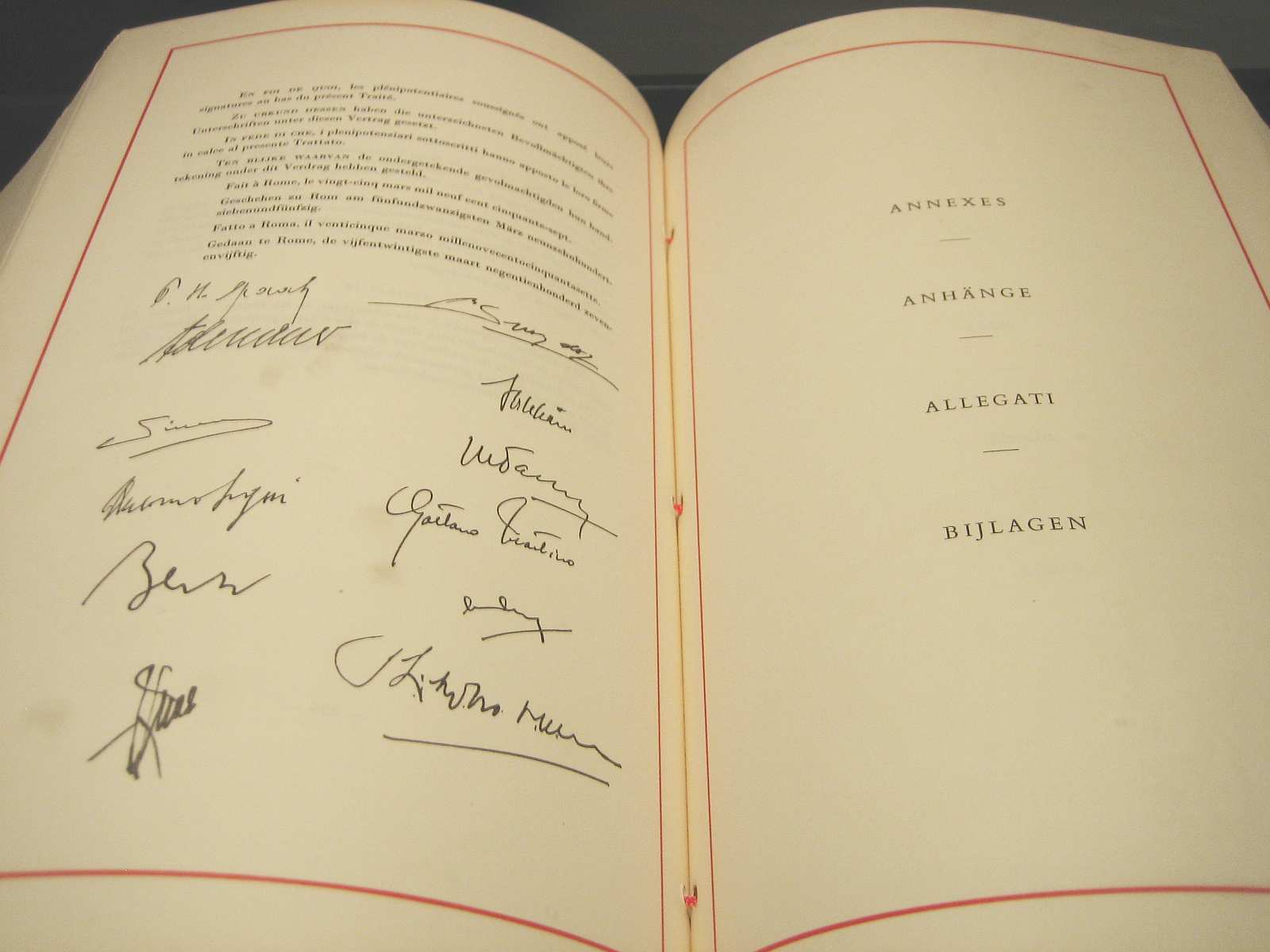
Firmas del tratado.

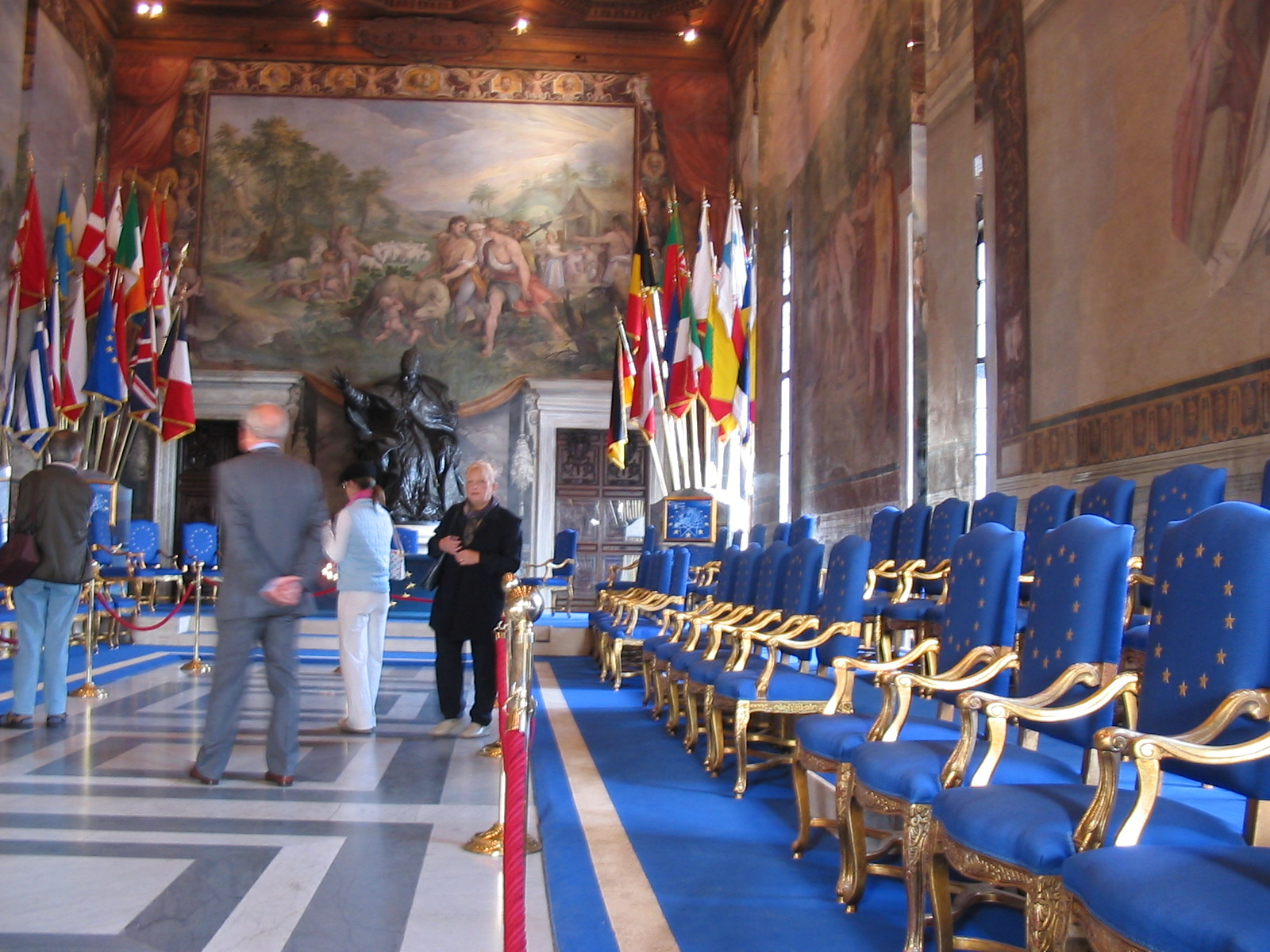
Salón donde se realizó la firma.

La Asamblea común propuso la ampliación de las competencias de la CECA para abarcar otras fuentes de energía y Monnet promovió la idea de crear una comunidad que incluyese la energía atómica. Entonces el  ingeniero francés Louis Armand asumió la dirección de un estudio sobre las perspectivas de uso de la energía nuclear en Europa. El informe llegó a la conclusión de que era necesario un mayor desarrollo nuclear para cubrir el déficit dejado por el agotamiento de los yacimientos de carbón y para reducir la dependencia de los países productores de petróleo.
Por otra parte, los estados del Benelux y Alemania también tenían interés en la creación de un mercado común, a pesar de que Francia se opuso debido a su proteccionismo. Al final, Monnet, propuso la creación de dos comunidades separadas, en un intento de satisfacer todos los intereses. Como resultado de la Conferencia de Messina de 1955, Paul-Henri Spaak fue nombrado presidente de un comité preparatorio (Comité Spaak) encargado de la redacción de un informe sobre la creación de un mercado común europeo. El documento fue aceptado en la Conferencia de Venecia (29 y 30 de mayo de 1956), donde se tomó la decisión de organizar una Conferencia Intergubernamental. El informe constituyó la piedra angular de la Conferencia Intergubernamental sobre el Mercado Común y Euratom en Val Duchesse, en 1956.
El resultado de la conferencia fue que las nuevas comunidades compartirían la Asamblea común (en la actualidad Parlamento Europeo), con la CECA, ya con el Tribunal de Justicia. Sin embargo, no comparten el Consejo de la Alta Autoridad de la CECA. Las dos nuevas Altas Autoridades serían comisiones, esto se debió a una reducción de sus poderes. Francia se mostró reticente a aceptar más poderes supranacionales y, por tanto, las nuevas comisiones solo tienen competencias básicas y las decisiones importantes tienen que ser aprobadas por el Consejo.
La conferencia dio lugar a la firma, el 25 de marzo de 1957, de los Tratados de Roma, en el Palacio de los Conservadores del Capitolio en Roma. En marzo de 2007, la BBC informó que los retrasos en la impresión del documento, provocaron que el tratado firmado por los líderes europeos consistió en páginas en blanco entre su portada y la página de las firmas.
Los Tratados de Roma desarrollaron un proceso de integración que afectó de manera paulatina diversos sectores de la economía, creando instituciones supranacionales en las que los Estados miembros ceden parte de su soberanía sobre determinadas competencias. Así la CEE creó una serie de instituciones: la Comisión, el Consejo, la Asamblea Europea, el Tribunal de Justicia y el Comité Económico Social. De esta manera se inició un proceso en el que la progresiva integración económica allanó el camino a la unión política.
En su Preámbulo el Tratado que instituía la CEE (hoy el TFUE) afirmaba:

"...los signatarios están determinados a establecer los fundamentos de una unión sin cesar más estrecha entre los países europeos"

El 25 de marzo de 2007, para conmemorar el 50 aniversario de los Tratados de Roma, se firmó la Declaración de Berlín que recogía los "valores y ambiciones" de la Unión.

## Tratado Constitutivo de la Comunidad Económica Europea
Se firmó en 1957 con el nombre Tratado Constitutivo de la Comunidad Económica Europea. Después el Tratado de Maastricht quitó la palabra «económica» de su título y el Tratado de Lisboa cambió su nombre a Tratado de Funcionamiento de la Unión Europea.
Es, junto con el Tratado de la Unión Europea, uno de los dos textos fundamentales de las instituciones europeas, dado que desde 2002 las disposiciones del Tratado de la Comunidad Europea del Carbón y del Acero se integraron, según lo previsto para su conclusión automática, en la Comunidad Europea. Desde el Tratado de Lisboa todas estas organizaciones se han fundido en una sola: la Unión Europea.
El tratado estableció, entre otras cosas:
- Unión aduanera: la CEE fue conocida popularmente como "Mercado común". Se acordó un periodo transitorio de 12 años, en el que deberían desaparecer totalmente las barreras arancelarias entre los Estados miembros.
- Política Agrícola Común (PAC): esta medida estableció la libre circulación de los productos agrícolas dentro de la CEE, así como la adopción de políticas proteccionistas, que permitieron a los agricultores europeos evitar la competencia de productos procedentes de terceros países. Ello se consiguió mediante la subvención a los precios agrícolas. Desde entonces la PAC ha concentrado buena parte del presupuesto comunitario.

Este tratado estableció la prohibición de monopolios, la concesión de algunos privilegios comerciales a las regiones ultraperiféricas, así como algunas políticas comunes en transportes.
Ante el éxito impulsado por la mayor fluidez de los intercambios comerciales, el primero de julio de 1968 se suprimieron todos los aranceles internos entre los Estados miembros, al tiempo que se adoptó un Arancel Aduanero Común para todos los productos procedentes de terceros países.
Este mercado común afectaba solamente a la libre circulación de bienes. El libre movimiento de personas, capitales y servicios tuvo que esperar a que el Acta Única Europea de 1986 diera el impulso que hizo que en 1992 se estableciera el mercado unificado.
Desde el primero de diciembre de 2009, con la entrada en vigor de las disposiciones contenidas en el Tratado de Lisboa el TCE ha modificado su nombre, adoptando el nuevo de Tratado de Funcionamiento de la Unión (TFUE).

## Tratado Constitutivo de la Comunidad Europea de la Energía Atómica
Menos relevante que el de la CEE, buscaba crear las condiciones de desarrollo de una industria nuclear.
El Tratado Euratom no ha experimentado grandes cambios y sigue en vigor. La Comunidad Europea de la Energía Atómica, no se ha fusionado con la UE y guarda pues una personalidad jurídica distinta, al tiempo que comparte las mismas instituciones.